# Компатибилизм
Компатибилизм (англ. compatibilism) — учение о том, что свобода воли и моральная ответственность совместимы с детерминизмом. При этом под детерминизмом понимается тезис о том, что в каждый момент времени у мира есть только одно возможное будущее. Этот тезис может быть представлен в форме теологического детерминизма, согласно которому всякое событие в мире определяется Богом, или причинного детерминизма, утверждающего, что каждое событие с необходимостью причинно обусловлено предшествующими событиями и законами природы. Противоположная позиция инкомпатибилизма утверждает, что свобода воли несовместима с детерминизмом.

## История
Позиции компатибилизма придерживались греческие стоики и философы нового времени, такие как Дэвид Юм и Томас Гоббс. Эту же позицию высказывает современный философ и когнитивист Дэниел Деннет, в частности в книге 1984 года «Elbow Room».

## Классический компатибилизм
Позиция классического компатибилизма была сформулирована в Новое время Томасом Гоббсом, Джоном Локком и Дэвидом Юмом. В XX веке это учение защищал Джордж Эдвард Мур. Позиция этих философов основана на понимании свободы воли как способности человека действовать в соответствии с собственными волениями (желаниями, мотивами). Гоббс пишет: «Свободный человек — тот, кому ничто не препятствует делать желаемое, поскольку он по своим физическим и умственным способностям в состоянии это сделать».  Такое понимание свободы допускает совместимость её с детерминизмом или причинной необходимостью. Гоббс выражает это так: «Свобода и необходимость совместимы. Вода реки, например, имеет не только свободу, но и необходимость течь по своему руслу. Такое же совмещение мы имеем в действиях, совершаемых людьми добровольно. В самом деле, так как добровольные действия проистекают из воли людей, то они проистекают из свободы, но так как всякий акт человеческой воли, всякое желание и склонность проистекают из какой-нибудь причины, а эта причина — из другой в непрерывной цепи (первое звено которой находится в руках Бога — первейшей из всех причин), то они проистекают из необходимости».
Важным понятием для классического компатибилизма является понятие условной свободы. Представители классического компатибилизма считают, что человек действует свободно только в том случае, если у него есть выбор из нескольких доступных ему альтернатив. Но, если все события в мире детерминированы, то и определенный выбор агента также детерминирован, что ставит под сомнение его способность поступать по-другому, необходимую для свободы. Для преодоления этой трудности компатибилисты вводят понятие условной свободы, которое формулируется уже у Юма: «Мы можем подразумевать под свободой только способность действовать или не действовать сообразно решениям воли; другими словами, если мы хотим оставаться в покое, мы можем это сделать, а если хотим двигаться, то можем сделать и это. Но такая гипотетическая свобода по общему согласию признается за всяким, кто не сидит в тюрьме и не закован в кандалы».
Дж. Э. Мур приходит к понятию условной свободы на основе концептуального анализа предложений, в которых говорится о том, что кто-то мог бы поступить по-другому: «Когда мы говорим, что мы могли бы сделать то, что не сделали, мы часто имеем в виду только то, что мы бы сделали это, если бы совершили такой выбор. А если так, то вполне ясно, что в таком смысле мы действительно часто могли бы сделать то, что не сделали, и этот факт нисколько не противоречит тому принципу, что у всего есть причина».

## Стросонианский компатибилизм
Другой вариант компатибилизма был предложен Питером Стросоном в статье 1962 года «Свобода и негодование».  Хотя философы до Стросона подчеркивали тесную связь свободы и моральной ответственности, именно Стросон предложил развернутую теорию моральной ответственности в связи со свободой. Центральное место в рассуждениях Стросона занимает понятие ответных (реактивных) установок (reactive attitudes). Ответные установки — это эмоциональные ответные реакции человека на поступки других, выражающие их добрую или злую волю по отношению к первому. Примерами ответных установок могут служить негодование, благодарность, гнев, презрение и т.п. Агент может нести моральную ответственность за поступок только тогда, когда он является подходящим кандидатом для применения к нему ответных установок. О связи моральной ответственности и свободы Стросон пишет: «Всеми признается, — это, можно сказать, тезис общего морального сознания, — что уместность этих установок и чувств, применимость этих понятий, требует в отношении каждого случая, в котором встает вопрос о применении этих установок и понятий, чтобы агент мог поступить по-другому в этом случае». 
В некоторых случаях ответственность с агента может быть снята. С точки зрения Стросона, это происходит, когда к агенту применимы извинения одного из двух типов. В первый класс входят извинения, которые можно обобщить суждением «он не мог поступить по-другому». Второй класс извинений включает в себя извинения типа «он был не в себе», «он был под гипнозом» и т.п.  Детерминизм не попадает ни в одну из этих категорий, поэтому не является извинением, снимающим с человека моральную ответственность. Поэтому моральная ответственность и свобода совместимы с детерминизмом.

## Определение свободы воли
Компатибилисты часто определяют свободу воли как наличие у агента свободы действия. Артур Шопенгауэр писал: «Человек может делать то, что он желает, но не может желать, что ему желать». Другими словами, несмотря на то, что агент может обладать свободой действия согласно собственному мотиву, природа этого мотива предопределена.
Юм отмечает, что свобода воли с точки зрения компатибилизма не подразумевает возможности сделать иной выбор в идентичной ситуации. Компатибилисты считают, что человек всегда принимает единственное действительно возможное решение. Любое упоминание альтернатив является исключительно гипотетическим. Если компатибилист говорит «может, я приду завтра, а может, нет», он не делает метафизическое утверждение о множестве возможных будущих событий, а лишь утверждает, что предопределённое будущее ему неизвестно.

## Применение к морали
Компатибилисты могут утверждать, что детерминизм не только совместим с определением свободы воли, но даже необходим. Если чьи-либо действия не предопределены его желаниями и личностью, то как он может нести моральную ответственность за свои действия?
В действительности, моральные системы компатибилистов во многом схожи с детерминистическими, поскольку как жесткие детерминисты, так и компатибилисты используют моральные системы, основанные на предопределенности мотивов людей.

## Критика
Часто критикуют само определение свободы воли в компатибилизме: инкомпатибилисты могут соглашаться, что по определению компатибилистов нечто совместимо с детерминизмом, однако это нечто не может быть названо свободой воли. Инкомпатибилисты могут признать, что свобода действия является необходимым критерием для свободы воли, но указывают на её недостаточность. С точки зрения инкомпатибилизма свобода воли подразумевает истинную возможность альтернативы для желаний и действий, нежели условную.
В XX веке против компатибилизма был выдвинут ряд серьезных возражений. Одно из них направлено против понятия условной свободы и встречается у таких философов как Ч.Д. Броуд, Родерик Чизом, Дэниел Деннет. Согласно интерпретации, предложенной Муром, когда мы говорим, что человек мог бы поступить по-другому, мы имеем в виду, что, если бы он захотел, он бы поступил по-другому. Рассмотрим интерпретацию Мура на примере, предложенном Деннетом. Утверждение, что, если бы автор примера, то есть Деннет, захотел бы подвергнуть пытке невинного человека, то он бы это сделал, кажется верным. Однако нельзя сказать, что он мог бы пытать невинного человека. Это недопустимо для него по этическим, психологическим и другим причинам. Значит, суждение «мог поступить по-другому» не эквивалентно суждению «поступил бы по-другому, если бы захотел», так часто мы не можем захотеть сделать что-то. Другой аргумент, называемый аргументом последствий (consequence argument), был выдвинут Питером ван Инвагеном. В краткой форме он формулируется так: «Если детерминизм верен, то наши действия являются последствиями законов природы и событий в отдаленном прошлом. Но от нас не зависит то, что произошло до нашего рождения, как не зависят и законы природы. Следовательно, и их последствия (включая наши действия в настоящем) не зависят от нас».  Ван Инваген раскрывает этот аргумент, используя логическую формализацию и детализируя каждый шаг. 
Однако эти аргументы показывают лишь то, что условная свобода не является достаточным условием свободы воли и моральной ответственности. Но она может быть необходимым условием того, чтобы поступок считался свободным, хотя могут существовать и другие условия. Например, Юм считает важным качеством свободного поступка то, что он должен проистекать из характера человека.
Биолог Александр Марков приводит ссылку на следующий эксперимент, иллюстрирующий склонность многих людей к компатибилизму:
Многие люди, по-видимому, сами того не подозревая, являются стихийными компатибилистами. Это было показано в психологических экспериментах. Людей просили представить себе две вселенные: одну детерминистическую, другую – нет. Все расписывалось в ярких красках. Затем испытуемым задавали вопросы с целью выяснить, как они будут оценивать моральную ответственность жителей этих вселенных. Оказалось, что за такой грех, как неуплата налогов, люди возлагают моральную ответственность на нарушителей только в недетерминистичной вселенной. В мире, где все предопределено, неплательщиков оправдывают: что поделаешь, если "их мозг так устроен". С более опасными преступлениями, такими как убийство и изнасилование, ситуация оказалась иной. Испытуемые считали воображаемых убийц и насильников ответственными за свои преступления независимо от того, в какой вселенной они живут. Ну и что, что твой мозг так устроен, – все равно виноват!

## Современный компатибилизм
Философы-компатибилисты сегодня строят свои теории с оглядкой на классический и стросонианский компатибилизм, а также на критические аргументы против этих теорий. Дэниел Деннет, соглашаясь с критикой старых моделей, предполагает, что свобода связана с непредсказуемостью поведения таких сложно устроенных существ, как человек. В.В. Васильев развивает линию аргументации, направленную в поддержку классического компатибилизма Юма и Мура.

## Полукомпатибилизм
Сохраняют влияние и взгляды Стросона, получившие развитие в работах Джона М. Фишера. Основную угрозу компатибилизму Фишер видит в аргументе последствий. Фишер соглашается, что этот аргумент исключает возможность того, что человеку доступен регулятивный контроль (regulative control) над его поступками: регулятивный контроль предполагает доступ к альтернативным возможностям, несовместимый с детерминизмом. Однако для свободы и моральной ответственности достаточно того, чтобы агент обладал руководящим контролем (guidance control) над своими поступками. Для этого требуется, чтобы человек мог соответствующим образом реагировать на основания для действия и обладал собственным механизмом принятия решений.  Поскольку Фишер признает, что детерминизм несовместим с определенным видом контроля, а именно регулятивным контролем над поступками, он называет свою теорию полукомпатибилизмом.